# 666: The Beast
Pour plus de détails, voir Fiche technique et Distribution.
666: The Beast (en français, 666: La Bête) est un film d'horreur américain réalisé par Nick Everhart (en), sorti en 2007. Il est basé sur le film La Malédiction finale et il est la suite du film 666: The Child,.

## Résumé
Donald Lawson est maintenant un adulte, déterminé à accomplir son destin de la prophétie de l’Apocalypse en tant que l’Antéchrist. Un ami d’origine juive, nommé Ashmed, l’aidera à découvrir sa propre identité, lorsque Donald ne peut pas s’expliquer à partir de son propre comportement inconscient. 
Sa femme Kate, qui est enceinte et attend leur enfant, à travers les signes des stigmates a été choisie pour donner naissance au Messie incarné, avec la protection des prêtres catholiques. Donald Lawson tentera de tuer son propre fils, qui était destiné à sauver le monde et à vaincre les prochains Antéchrists à l’avenir. 
Enfin sa femme Kate, sera celle qui vaincra Donald, le fils du Diable.

## Distribution
- Chad Mathews : Donald Lawson
- Makinna Ridgway : Kate / Sarah
- Alma S. Grey : Sydonaï
- Amol Shah : Ashmed Chammadai, homme d'affaires juif
- Collin Brock : Père Diacre Caïn
- Giovanni Bejarano : Détective Ellison
- Doug Burch : Détective Jackson
- Justin Spanko : Père Jones